# Gibson ES-350T
Die Gibson ES-350 T ist ein E-Gitarren-Modell des US-amerikanischen Musikinstrumenten-Herstellers Gibson Guitar Corporation, das im Jahr 1955 vorgestellt wurde. Die ES-350 T, eine Weiterentwicklung des Gibson-Modells ES-350 von 1948, hat einen vollständig hohlen Korpus. Die Besonderheit der Gibson ES-350 T bestand zur Zeit ihrer Markteinführung in der reduzierten Breite der Zargen. Dadurch hat die Gitarre einen etwa um die Hälfte flacheren Korpus als Instrumente mit Resonanzkörper in voller Bauhöhe. Dieses Konstruktionsmerkmal machte die ES-350 T zusammen mit den gleichzeitig eingeführten Schwestermodellen Gibson ES-225 TDN und Gibson Byrdland zu einem der ersten Modelle des Gitarrentyps Halbresonanzgitarre.

## Konstruktionsform

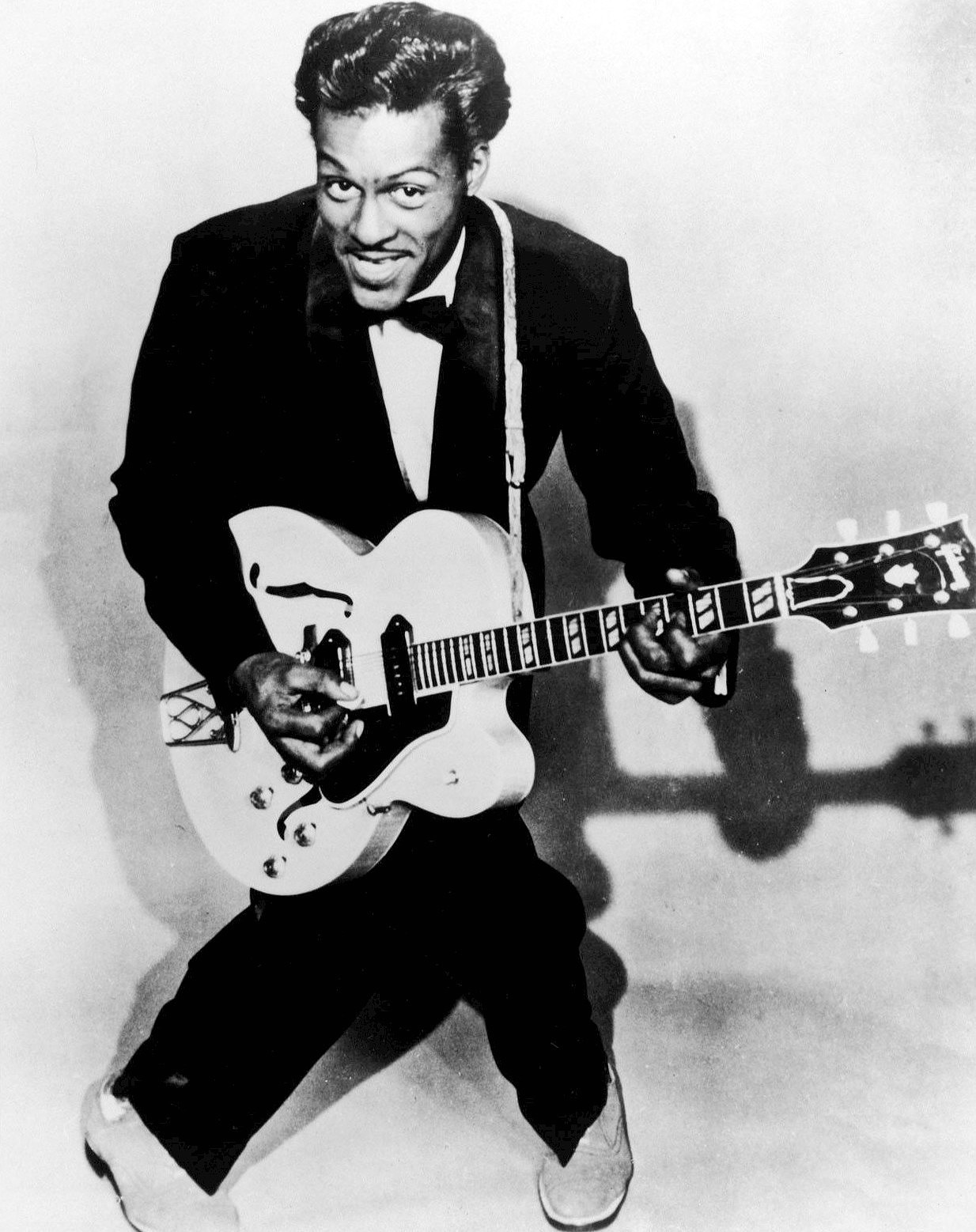
Chuck Berry mit seiner „Maybellene“ getauften ES-350 T (1957)

Der Buchstabe T im Modellnamen der ES 350 T steht für das englische Wort Thinline (deutsch: „dünne Linie“) und wurde 1955 von Gibson gleichzeitig mit der „Byrdland“ und zwei weiteren neuen Modellen als Bezeichnung für Hohlkorpus-Gitarren (englisch: Hollowbody) mit schmalen Zargen und flachem Korpus eingeführt. Der Korpus der ES-350 T – gewölbte Decke und Boden sowie Zargen – besteht vollständig aus laminiertem Ahornholz. Auch der in den Korpus eingeleimte Hals der Gitarre ist aus Ahornholz und hat ein Griffbrett aus Palisander. Der Hals ist in Höhe des 14. Bundes mit dem Korpus verleimt. Das Griffbrett trägt 22 Bünde und ist zur Markierung der Tonlagen mit Einlagen in Form von doppelten Parallelogrammen zwischen den Bundstäbchen versehen. Ebenfalls aus Palisander gefertigt ist die Grundplatte des zweiteiligen Stegs mit einzeln einstellbaren Saitenreitern aus Metall. Die unteren Enden der Saiten werden von einem trapezförmigen, metallenen Saitenhalter, der an der unteren Zarge befestigt ist, gehalten.
Neben dem flachen Korpus ist eine weitere Besonderheit der Gibson ES-350 T ihre verkürzte Mensur von nur 597 mm (23½ Zoll gegenüber den sonst von Gibson verwendeten 25½ Zoll). Es wird vermutet, dass diese kurze Mensur auf den Jazzgitarristen Tal Farlow zurückgeht, der den Wunsch danach geäußert hatte, um schwierige Akkorde und Melodien leichter greifen zu können. Gegen diese Annahme spricht, dass Gibson Tal Farlow im Jahr 1962 ein eigenes Signature-Modell widmete, die Gibson Tal Farlow – mit einer Standard-Mensur von 648 mm. Darüber hinaus haben sowohl die ES-350 T als auch ihr Schwestermodell Byrdland besonders enge Abstände zwischen den einzelnen Saiten, was die Anfertigung von speziellen, schmaler gebauten Tonabnehmern für diese Modelle erforderlich machte. Die Mensur wurde ab 1977 bis 1981 auf 25,5 Zoll verlängert.
Die erste Auflage der ES-350 T aus dem Jahr 1955 ist mit zwei Tonabnehmern des 1946 von Gibson entwickelten Typs P-90 ausgestattet – Tonabnehmer der Bauform Einzelspuler (englisch: Single Coil). Bereits 1957 wurden diese von den im selben Jahr neu entwickelten Doppelspulen-Tonabnehmern (Humbucker) des Gibson-Typs PAF (Patent Applied For) abgelöst. Die Einstellung der Tonabnehmer erfolgt über vier an der Decke angebrachte Regler (Potentiometer) mit Drehknöpfen (je Tonabnehmer ein Lautstärke- und ein Klangregler) sowie einen dreistufigen Kippschalter nahe dem Korpuseinschnitt (Cutaway) am Halsfuß. Dieser Cutaway hatte seit 1955 eine gerundete Form; im Jahr 1960 wechselte Gibson zur „florentinisch“ genannten Cutaway-Form mit einer scharfen Kante in der Zarge. Spätere Neuauflagen der ES-350 T haben wieder die nach außen gerundete Zarge am Korpushorn (siehe Foto in Infobox).

## Die Gibson ES-350 T und Chuck Berry
Einer der ersten prominenten Benutzer der Gibson ES-350 T war der US-amerikanische Rock-’n’-Roll-Gitarrist Chuck Berry. Berry verwendete das Modell seit seinen ersten Aufnahmesitzungen bei Chess Records als ausschließliche Gitarre. Zunächst spielte er eine ES-350 T mit zwei P-90-Tonabnehmern. Mit diesem Instrument ist er auch auf den meisten seiner frühen Promotions-Fotos zu sehen, und darauf spielte er die meisten seiner legendären Aufnahmen von Mitte der 1950er-Jahre ein. Etwa im Jahr 1957 kaufte Chuck Berry eine ähnliche ES-350 T, die aber mit zwei PAF-Humbucker-Tonabnehmern ausgestattet war und die seiner Aussage nach bei den meisten seiner Hits von Ende der 1950er-Jahre Verwendung fand. Vermutlich hätte Chuck Berry das Modell weiterhin gespielt; da er sich jedoch im Abstand von wenigen Jahren aus steuerlichen Gründen eine neue Gitarre zulegte, wechselte er, als Gibson im Jahr 1963 die Produktion der ES-350 T einstellte, zur Gibson ES-355, die zu seinem neuen Markenzeichen wurde.